# 遠藤雄弥
遠藤 雄弥（えんどう ゆうや、1987年〈昭和62年〉3月20日 - ）は、日本の俳優、タレント。神奈川県厚木市出身。身長171cm、体重57kg、血液型はB型。METEORA所属。ワタナベエンターテインメントD-BOYSの初代リーダー。

## 略歴
厚木市立南毛利小学校、厚木市立南毛利中学校卒業。神奈川県立厚木北高等学校中退。
小学5年生の時、母親の勧めで劇団に入る。
小学6年生の時、当時放送されていたテレビドラマ『聖者の行進』に影響を受け、本格的に俳優を志すようになる。
数々のドラマに出演したのち、2000年、『ジュブナイル』で映画に初出演する。
中学時代はバスケットボール部に所属する。
その後、芸能活動が忙しくなったことに加えて両親の離婚もあり、高校を中途退学した。
2004年6月、『ミュージカル テニスの王子様 Dream Live 1st』から『Dream Live 2nd』まで、越前リョーマ役を務める。これは当時、同役を務めていた柳浩太郎が交通事故により降板したためである。その後、柳が復帰してからも『in winter 2004-2005 side 不動峰〜special match〜』および『Dream Live 2nd』では、同役を柳と場面交代で務めた。
2005年5月、『Dream Live 2nd』をもって同ミュージカルを卒業。
2008年、『シャカリキ!』で映画初主演。
D-BOYSの発足当時からのメンバーで、初代リーダーを務めたが、2012年9月17日をもって、D-BOYSを卒業。
2014年9月に一般女性と結婚し2015年7月末に第1子となる女児が誕生していたことが明らかになった。
2021年9月30日、ワタナベエンターテインメントを退社。
2022年1月1日よりマイターン・エンターテイメント所属。
2022年9月よりMETEORA所属。
2025年、「第38回高崎映画祭」にて、最優秀主演俳優賞を受賞した（『辰巳』）。

## 人物
- 愛称は「ゆーやん」。柳浩太郎からは「えんや」「ダーリン」と呼ばれている[15]。
- 趣味：映画鑑賞・スニーカー収集・プロレス観戦・カメラ（Leica愛好家）[16]・バスケットボール・スケートボード[5]。
- 尊敬しているアーティスト：銀杏BOYZ・甲本ヒロト・忌野清志郎[17][リンク切れ]。
- 地元の厚木市への思いは強く、SNSやYouTubeやインタビューでも話している。小学校低学年から通っている美容室に、今でもたびたび足を運んで髪の毛を切ってもらっている[7][18]。
- 卯年が故なのか、いささか寂しがりやで、ファンからも「うさぎさんなの？」とよく言われている。(本人も認めている)

## 受賞歴
2025年
- 第38回高崎映画祭 最優秀主演俳優賞（『辰巳』）[3][19]
- 第34回日本映画プロフェッショナル大賞 主演男優賞（『辰巳』） [4]

## 出演

### テレビドラマ
- 花王 愛の劇場 勇気をだして（1998年7月20日 - 8月28日、TBSテレビ系） - 戸田陸 役
- 奇跡の人 第1話（1998年10月2日、よみうりテレビ・日本テレビ系） - ワタル 役
- 田舎で暮らそうよ 最終話（1999年9月15日、テレビ東京系） - カツミ 役
- 鯨を見た日（1999年12月18日、NHK総合） - 須賀崇 役
- 金曜ナイトドラマ YASHA-夜叉- 第1話 - 第3話・第6話・第9話・第10話（2000年4月21日 - 5月5日・26日・6月16日・23日、テレビ朝日系） - 有末静 / 雨宮凛の幼少時代 役[20]
- はみだし刑事情熱系 PART5 第1話（2000年10月4日、テレビ朝日系） - 孝志 役
- ビッグウイング 第2話（2001年1月19日、TBSテレビ系） - 塩見瑛悟 役
- 連続テレビ小説（NHK）
  - ちゅらさん 第1回 - 第152回（2001年4月2日 - 9月25日） - 上村和也 役
  - スカーレット 第45回 - 第82回（2019年11月20日 - 2020年1月9日） - 津山秋安 役
  - 虎に翼 第8回 - 第10回（2024年4月10日 - 2024年4月12日）- 東田甚太 役[21][22]
- 火曜サスペンス劇場 女の家（2002年7月30日、日本テレビ系）
- 月曜ドラマシリーズ 少年たち3（2002年8月17日 - 9月9日、NHK総合） - 金子邦彦 役
- サイコドクター 第7話・第10話（2002年11月20日・12月11日、日本テレビ系） - 楷恭介（少年時代） 役
- 伝説のマダム 第6話（2003年5月19日、よみうりテレビ・日本テレビ系） - 浅倉慎之介（少年時代） 役
- 蝉しぐれ 第1回（2003年8月22日、NHK総合） - 島崎与之助（少年時代） 役
- ミニモニ。でブレーメンの音楽隊（2004年1月10日 - 3月27日、NHK教育テレビ） - 犬塚健志 役
- 火曜21時枠 めだか（2004年10月5日 - 12月14日、フジテレビ系） - 根本ゆうや 役[23]
- Sunny-Side-UP（2005年7月6日 - 9月28日、KBS京都 ほか） - 水谷秋哉 役
- 1リットルの涙 第1話 - 第5話（2005年10月11日 - 11月8日、フジテレビ系） - 武田誠 役
- ロケットボーイズ（2006年1月10日 - 3月28日、テレビ東京系） - 主演・梶屋信介 役 ※ドラマ初主演
- ザ・ヒットパレード〜芸能界を変えた男・渡辺晋物語〜 後編（2006年5月27日、フジテレビ系） - 沢田研二 役
- のだめカンタービレ（2006年10月16日 - 12月25日、フジテレビ系） - 大河内守 役
  - のだめカンタービレ 新春スペシャル in ヨーロッパ（2008年1月4日・5日）
- 火曜ドラマゴールド 現代に甦った闇の死置人 あなたの怨み晴らします 第3話「少年犯罪」（2007年1月16日、日本テレビ系） - 飯島義春 役
- ファースト・キス 第2話（2007年7月16日、フジテレビ系） - ヒデキ 役
- 大河ドラマ 篤姫 第4回・第6回 - 第8回・第10回・第15回・第27回 - 第29回・第32回・第33回・第37回（回想）（2008年1月27日・2月10日 - 24日・3月9日・4月13日・7月6日 - 20日・8月10日・17日・9月14日、NHK） - 有村次左衛門 役[24]
- 4夜連続スペシャルドラマ 一瞬の風になれ（2008年2月25日 - 28日、フジテレビ系） - 根岸康行 役
- ホカベン 第7話（2008年5月28日、日本テレビ系） - 戸塚源一 役
- 打撃天使ルリ（2008年7月25日 - 9月5日、テレビ朝日系） - 相馬健一郎 役
- ヴォイス〜命なき者の声〜（2009年1月12日 - 3月23日、フジテレビ系） - 桐畑哲平 役
- 白い春（2009年4月14日 - 6月23日、関西テレビ・フジテレビ系） - 小島勇樹 役
- イケ麺新そば屋探偵〜いいんだぜ!〜 第8話（2009年8月23日、日本テレビ系） - イケ麺うどん屋店員・讃岐 役
- まっすぐな男（2010年1月12日 - 3月16日、関西テレビ・フジテレビ系） - 日下英樹 役
- 火9 絶対零度〜未解決事件特命捜査〜 Case.4（2010年5月4日、フジテレビ系） - 火浦忠広 役[25]
- 終戦ドラマスペシャル 歸國（2010年8月14日、TBSテレビ系） - 水間上等兵 役
- パーフェクト・リポート（2010年10月17日 - 12月19日、フジテレビ系） - 桃井祐 役
- URAKARA 第8話（2011年3月5日、テレビ東京系） - 長井与太郎 役
- 業界LOVE STORY〜だからテレビはおもしろい〜（2011年5月5日、東海テレビ） - 皆川 役
- ジウ 警視庁特殊犯捜査係 第7話 - 最終話（2011年9月9日 - 23日、テレビ朝日系） - 白石守 役
- 相棒シリーズ（テレビ朝日系）
  - SEASON10 元日スペシャル（2012年1月1日） - 平野亮太 役
  - Season16 最終回2時間スペシャル（2018年3月14日） - 檜山与一 役
- 運命の人 第1話 - 第5話（2012年1月15日 - 2月12日、TBSテレビ系） - 金田満 役
- ブラックボード〜時代と戦った教師たち〜 第2夜（2012年4月6日、TBSテレビ系） - 君原勇次 役
- D×TOWN 第5弾「心の音（ココノネ）」（2012年8月11日 - 9月1日、テレビ東京系） - 主演・侑 役
- シュガーレス 第9話・第10話（2012年11月29日・12月6日、日本テレビ系） - 兼光一哉 役
- 白衣のなみだ 第三部「使命」（2013年6月3日 - 28日、東海テレビ・フジテレビ系） - 亀井大輔 役
- 人生、成り行き 落語家・立川談志 ここにあり 前編（2013年8月11日、NHK BSプレミアム）
- 土曜ワイド劇場（テレビ朝日系）
  - ホゴカン 熱血保護司・村雨晃司の事件簿（2013年8月31日） - 神谷透 役
  - 火災調査官・紅蓮次郎 - 紅俊介（2代目） 役[注釈 1]
    - 第14作（2014年1月25日）
    - 第15作（2015年6月6日）
- 彼岸島（2013年10月25日 - 12月27日、毎日放送・TBSテレビ系） - ケン 役
  - 彼岸島 Love is over（2016年9月19日 - 10月10日、毎日放送 / 9月21日 - 10月12日、TBSテレビ系）
- 連続ドラマW トクソウ 最終話（2014年6月8日、WOWOW）
- おわこんTV（2014年7月1日 - 8月19日、NHK BSプレミアム） - 塚本順 役 ※文化庁芸術祭参加作品[26][27]
- 警視庁捜査一課9係 season9 第4話（2014年7月30日、テレビ朝日系） - 近藤悠馬 役
- カサネ（2015年3月4日 - 25日、テレビ東京系） - 主演・多々良見幸一太郎 役（高城亜樹とダブル主演）
- 問題のあるレストラン 最終話（2015年3月19日、フジテレビ系） - 持田 役
- 連続ドラマW テミスの求刑（2015年5月10日 - 31日、WOWOW） - 牧原智也 役
- まんまこと〜麻之助裁定帳〜 第7回・第8回（2015年9月3日・17日、NHK総合） - 菊蔵 役
- 土曜プレミアム 一千兆円の身代金（2015年10月17日、フジテレビ系） - 小田切刑事 役
- HiGH&LOW〜THE STORY OF S.W.O.R.D.〜（2015年10月22日 - 12月24日、日本テレビ系） - KOO 役
  - HiGH&LOW Season2 第5話・第6話、最終話（2016年5月22日・29日、6月26日）
- ヒガンバナ〜警視庁捜査七課〜 第2話（2016年1月20日、日本テレビ系） - 鳥山 役
- 猫侍 玉之丞 江戸へ行く（2016年2月19日、テレビ神奈川 ほか） - 太一 役
- ドクターカー（2016年4月7日 - 6月30日、読売テレビ・日本テレビ系） - 権藤隼人 役
- スペシャルドラマ 刑事 犬養隼人（2016年9月24日、朝日放送・テレビ朝日系） - 嵐馬シュウト 役
- BARレモン・ハート SEASON2 第26話（2016年9月26日、BSフジ） - 谷川三郎 役
- 日曜劇場 IQ246〜華麗なる事件簿〜 第7話（2016年11月27日、TBSテレビ系） - 八代幸太郎 役
- 人形佐七捕物帳 第9話（2017年2月7日、BSジャパン） - 和泉屋京造 役
- 科捜研の女 SEASON16 第11話（2017年1月26日、テレビ朝日系） - 堂本茂樹 役
- 100万円の女たち（2017年4月14日 - 6月30日、テレビ東京系） - 砂子 役
- 脳にスマホが埋められた! 第4話（2017年7月27日、読売テレビ・日本テレビ系） - 柏木悠介 役
- ドラマスペシャル 最上の命医 2017（2017年8月23日、テレビ東京系） - 小山田治 役
- 山本周五郎時代劇 武士の魂 最終話「失蝶記」（2017年9月12日、BSジャパン） - 杉永幹三郎 役
- ミステリースペシャル 棟居刑事の凶録（2017年9月28日、テレビ朝日系） - 後藤久志 役
- トットちゃん! 第36話・第37話（2017年11月20日・21日、テレビ朝日系） - 鐘坂史郎 役
- スモーキング 第8話（2018年6月8日、テレビ東京系） - 正木ユウヤ 役
- 捜査会議はリビングで!（2018年7月15日 - 9月2日、NHK BSプレミアム） - 高城敦 役
  - 捜査会議はリビングで おかわり!（2020年2月2日 - 3月22日）
- 極道めし 第3話・第4話（2018年7月28日・8月4日、BSジャパン） - 腰崎 役
- マジムリ学園 第9話・最終話（2018年9月20日・27日、日本テレビ系） - 山本洋次 役
- 直撃!シンソウ坂上2時間SP「オウム“天才信者”VS伝説の刑事」（2018年10月4日、フジテレビ系）
- 連続ドラマW コールドケース2 〜真実の扉〜 第6話（2018年11月17日、WOWOW） - 橋下健司（1988年時） 役
- 特捜9 Season2 第9話（2019年6月12日、テレビ朝日系） - 末永良一 役
- ボイス 110緊急指令室（2019年7月13日 - 9月21日、日本テレビ系） - 足達大輔 役
  - ボイスII 110緊急指令室（2021年7月10日 - 9月25日）[28]
- カンテレドラマらぼ 名もなき復讐者 ZEGEN（2019年8月30日 - 10月18日、関西テレビ） - 直井宏之 役
- まどろみバーメイド 〜屋台バーで最高の一杯を。〜 第8話（2019年9月1日、テレビ大阪・BSテレ東） - 幸田 役
- ひみつ×戦士 ファントミラージュ! 第30話（2019年10月27日、テレビ東京系） - 渋谷隼 役
- 10の秘密（2020年1月14日 - 3月17日、関西テレビ・フジテレビ系） - 二本松謙一 役
- キワドい2人-K2-池袋署刑事課 神崎・黒木 第2話（2020年9月18日、TBSテレビ系） - 小坂晋也 役[29]
- 青のSP―学校内警察・嶋田隆平― 第4話 - 第6話、第9話・最終話（2021年2月2日 - 16日、3月9日・16日、関西テレビ・フジテレビ系） - 岡部昌浩 役
- 封刃師（2022年1月16日/23日[注釈 2] - 3月13日、朝日放送・テレビ朝日系） - 五百津翔 役[30]
- ブラックポストマン 第2話（2023年8月25日、テレビ東京系） - 坂上直 役[31]
- ドラマ24 闇バイト家族 第2話・第3話（2024年1月13日・20日、テレビ東京系） - 五十嵐弘 役[32][33]
- ハスリンボーイ（2024年11月1日 - 12月20日、WOWOW）- 松丸 役[34]
- 月9 明日はもっと、いい日になる 第5話・第6話（写真出演）・第7話（2025年8月4日 - 、フジテレビ系）[35] - 我孫子 役

### 映画
- ジュブナイル（2000年7月15日公開、監督：山崎貴、東宝） - 坂本祐介（少年期） 役[36]
- 青春801あり!（2004年） - 竜太郎 役
- ハーケンクロイツの翼（2004年） - リョウ 役
- L'amant ラマン（2004年） - 柄谷行人 役
- 学校の階段 文化祭編（2005年）
- ドリフト（2006年） - 北斗弘次 役
  - ドリフト2（2006年）
- 地下鉄に乗って（2006年）
- シャカリキ!（2008年9月6日公開、監督：大野伸介、ショウゲート） - 主演・野々村輝 役[37] ※映画初主演
- 俺たちに明日はないッス（2008年11月） - 峯 役
- ボーイズ・オン・ザ・ラン（2010年1月） - 内木 役
- ハードロマンチッカー（2011年11月） - キム・チョンギ 役
- ヒミズ（2012年1月14日公開、監督：園子温、ギャガ）[38]
- ガチバン SUPER MAX（2012年3月） - 佐竹京平 役
  - ガチバン エクスペンデット（2013年10月）
- SRサイタマノラッパー ロードサイドの逃亡者（2012年4月）
- リアル鬼ごっこ3（2012年5月） - 高野 役
- アラグレ（2013年1月） - 野中 役
- 永遠の0（2013年12月） - 香川 役
- アラグレII ROPPONGI v.s. SHIBUYA（2014年2月） - 野中英二 役
- クローズEXPLODE（2014年4月） - 寺島総司 役
- ホットロード（2014年8月） - 永山 役
- 幻肢（2014年9月） - 亀井健 役
- 龍三と七人の子分たち（2015年4月）
- 全開の唄（2015年10月） - 井沢遼 役[39]
- ボクは坊さん。（2015年10月） - 品部武志 役
- TRASH／トラッシュ（2015年10月） - 野中英二 役
- HiGH&LOWシリーズ - KOO 役
  - ROAD TO HiGH&LOW（2016年5月）
  - HiGH&LOW THE MOVIE（2016年7月）
  - HiGH&LOW THE RED RAIN（2016年10月）
  - HiGH&LOW THE MOVIE2／END OF SKY（2017年8月）
  - HiGH&LOW THE MOVIE3／FINAL MISSION（2017年11月）
- 彼岸島 デラックス（2016年10月） - ケン 役
- ミッドナイト・バス（2018年1月） - 大島雅也 役
- それでも、僕は夢を見る（2018年） - 主演・三上マコト 役
- 泣き虫しょったんの奇跡（2018年9月） - 山中徹 役
- 人魚の眠る家（2018年11月） - 池内徹也 役
- 空母いぶき（2019年5月）
- 無頼（2020年12月）
- ONODA 一万夜を越えて（2021年10月、フランス・ドイツ・ベルギー・イタリア・日本による合作映画） - 主演・小野田寛郎（青年期） 役[注釈 3][40]
- ハザードランプ（2022年、公開中止[41]） - 西山哲志 役[42]
- GHOSTBOOK おばけずかん（2022年7月22日、東宝） - 坂本一樹の父 役[43]
- ゴジラ-1.0（2023年11月3日、東宝） - 齋藤忠征 役
- の方へ、流れる（2023年11月26日公開、監督：竹馬靖具、chiyuwfilm） - 智徳 役[44]
- 辰巳（2024年4月20日、インターフィルム） - 主演・成瀬辰巳 役[45]
- 朽ちないサクラ（2024年6月21日、カルチュア・パブリッシャーズ） - 浅羽弘毅 役[46]
- 正体（2024年11月29日、松竹） - 宮村勇太 役[47]
- Welcome Back（2025年1月10日、パルコ）[48]
- 室町無頼（2025年1月17日、東映）[49]
- ザ・ゲスイドウズ（2025年2月28日、ライツキューブ） - 高村 役[50][51]
- 名前、呼んでほしい（2025年5月16日、「東京予報-映画監督外⼭⽂治短編作品集-」） - 涼太 役[52]
- 男神（2025年9月19日公開予定、平成プロジェクト） - 主演・和田勇輝 役[53][54]
- 仏師（2026年公開予定、平成プロジェクト） - 主演・楠久直哉 役[55]

### 舞台
- ミュージカル テニスの王子様 - 越前リョーマ 役
  - Dream Live 1st（2004年6月）
  - More than Limit 聖ルドルフ学院（2004年7月 - 8月）
  - in winter 2004-2005 side 不動峰 〜special match〜[注釈 4]（2004年12月 - 2005年1月）
  - in winter 2004-2005 side 山吹 feat.聖ルドルフ学院（2005年1月）
  - Dream Live 2nd[注釈 4]（2005年5月）
- 夢の小箱にリボンをかけて（2005年4月）
- OUT OF ORDER〜偉人伝心〜（2007年）
- D-BOYS STAGE
  - vol.1「完売御礼」（2007年6月） - 遠藤涼太 / 井上源三郎 役
  - vol.2「ラストゲーム〜最後の早慶戦〜」（2008年6月 - 7月） - 阪下誠司 役 ※五十嵐隼士とのダブルキャスト
  - vol.3「鴉〜KARASU〜10」（2009年10月） - 細谷十太夫直英 役
  - 2010 trial-1「NOW LOADING」（2010年4月 - 5月） - 大手川 役
  - D-BOYS STAGE 10th「淋しいマグネット」（2012年4月 - 5月） - ゴンゾ 役　※碓井将大とのダブルキャスト
  - Dステ 15th「駆けぬける風のように」（2014年10月 - 11月） - 土方歳三 役
  - Dステ 17th「夕陽伝」（2015年10月 - 11月）
  - Dステ 19th「お気に召すまま」（2016年10月 - 11月）
- 朗読劇 『LOVE LETTERS』20th Anniversary Valentine Special（2011年2月8日）
- 朗読劇「緋色の研究」（2012年9月30日）
- リーディング公演「回転する夜」（2012年12月）
- 「国家〜偽伝、桓武と最澄とその時代〜」（2013年3月） - 最澄 役
- 「SOLID」（2013年7月） - 宮川学 役
- 城山羊の会「仲直りするために果物を」(2015年5月 - 6月)
- カサネ（2016年1月） - 主演・多々良見幸一太郎 役 ※高城亜樹とダブル主演[56]
- 宮本武蔵（完全版）（2016年8月）
- ナイロン100℃ 44th SESSION 「ちょっと、まってください」（2017年11月 - 12月） - ピンカートン役
- ミュージカル『刀剣乱舞』 ～江水散花雪～（2022年1月 - 3月）[57]
- いきなり本読み！in BOOTCAMP！（2025年3月）[58]
- オーストラ・マコンドー 本公演『ちゃんと死にふれる』（2025年10月）

### バラエティ
- ブログタイプ（2005年4月9日 - 9月24日、フジテレビ）
- DD-BOYS（2006年4月11日 - 9月26日、テレビ朝日）
- カタリダス〜MAKE IT GREAT〜（2010年10月7日・14日、TBS） - マナビダス

### テレビ番組
- SPACE SHOWER TV MUSIC UPDATE（2008年4月 - 2009年3月、スペースシャワーTV） - 木曜担当VJ
- 歴史秘話ヒストリア 戦国に生きた女性 細川ガラシャ 17通の手紙が伝える素顔（2020年11月18日、NHK総合） - 細川忠興 役

### CM
- 日清 カップヌードル SNS戦国時代編（2018年）

### 配信ドラマ
- のぞき穴（2012年11月、BeeTV）
- デートとは何か（2014年3月10日、ネスレシアター on YouTube） - 主演・タカシ 役
- 日本をゆっくり走ってみたよ〜あの娘のために日本一周〜 第10話（2017年12月15日配信開始、Amazonプライム・ビデオ） - 睦夫 役
- 君と世界が終わる日に Season4（2023年3月19日 - 、Hulu）[59]
- イクサガミ（2025年11月配信予定、Netflix） - 祇園三助 役[60]

### ネットシネマ
- Hice cool!〜沖縄BOYS! 2005〜（2005年4月21日 - 7月13日）[61]

### アニメ
- 『HiGH&LOW g-sword』アニメーションDVD付き特装版 フラッシュアニメ（2017年） - KOO 役

### その他
- のだめオーケストラコンサート 〜クリスマス・スペシャル〜（2007年12月、ル テアトル銀座） - ゲスト[62]

## PV
- RAG FAIR「君のために僕が盾になろう」
- GADORO「U love song feat.般若」（2020年）

## DVD
- MEN'S DVD SERIES 遠藤雄弥 青の奇蹟（2005年11月16日）

## 雑誌
- Kindai「遠藤雄弥のD-TALK」（ - 2009年11月号、近代映画社）